# Los Angeles Sparks 2018
La stagione 2018 delle Los Angeles Sparks fu la 22ª nella WNBA per la franchigia.
Le Los Angeles Sparks arrivarono terze nella Western Conference con un record di 19-15. Nei play-off persero al secondo turno con le Washington Mystics (1-0).

## Roster
| N° | Naz.                   | Ruolo | Sportivo         | Anno | Alt. | Peso |
| -- | ---------------------- | ----- | ---------------- | ---- | ---- | ---- |
| 0  | Stati Uniti (bandiera) | GA    | Alana Beard      | 1982 | 180  | 73   |
| 1  | Stati Uniti (bandiera) | G     | Odyssey Sims     | 1992 | 173  | 73   |
| 2  | Stati Uniti (bandiera) | G     | Riquna Williams  | 1990 | 170  | 75   |
| 3  | Stati Uniti (bandiera) | AC    | Candace Parker   | 1986 | 193  | 79   |
| 10 | Russia (bandiera)      | C     | Marija Vadeeva   | 1988 | 191  | 86   |
| 12 | Stati Uniti (bandiera) | G     | Chelsea Gray     | 1992 | 180  | 77   |
| 17 | Stati Uniti (bandiera) | GA    | Essence Carson   | 1986 | 183  | 74   |
| 24 | Stati Uniti (bandiera) | G     | Sydney Wiese     | 1992 | 183  | 74   |
| 25 | Stati Uniti (bandiera) | G     | Cappie Pondexter | 1983 | 175  | 73   |
| 30 | Stati Uniti (bandiera) | A     | Nneka Ogwumike   | 1990 | 188  | 79   |
| 42 | Stati Uniti (bandiera) | C     | Jantel Lavender  | 1988 | 193  | 84   |
| 44 | Stati Uniti (bandiera) | G     | Karlie Samuelson | 1995 | 183  | 72   |

## Staff tecnico
- Allenatore: Brian Agler
- Vice-allenatori: Tonya Edwards, Bobbie Kelsey
- Preparatore atletico: Courtney Watson
- Preparatore fisico: Kelly Dormandy